# 葛梯尔问题
葛梯尔问题（英語：Gettier problem，又譯為蓋提爾問題），是现代知识论中的一个关于知识的定义的问题。1963年，美国哲学家爱德蒙德·葛梯尔在一篇只有三页纸的论文中质疑当时哲学界公认的知识的定义：知识是得到證成的真信念（也称为知识三要素，或“JTB理论”）。他的论文标题是：“得到證成的真信念就是知识吗？”。在论文中，葛梯尔提出了两个反例，说明即使是得到證成的真信念，也未必是知识。这篇论文引发了哲学界对于知识定义的一系列争论，并导致了葛梯尔问题的出现：“应当怎样补充或修改知识三要素，才能完整地定义知识的概念？”

## 知识三要素
一直以来，西方哲学界对知识的定义包含了三个要素，即所谓的得到證成的真信念，英文中常被简称为JTB理论。具体来说，某个人A“知道”（know）某个事件B，或说A掌握了关于B的知识，是指：
1. B本身是真的；
2. A相信B是真的；
3. A相信B为真是得到證成的（或者说有理据、合理的或确证的）。

这样的情况下，获得的知识是真实可靠的。
JTB理论中的每一点都是必要的。首先，如果事件B本身是假的，就不能说是知识。其次，如果A不相信或不接受“B是真的”这一点的话，也不能说他知道B。最后，即使前两点满足，如果A的相信不是得到證成，或者说有理据的话，仍然不能说A有关于B的知识。举例来说，某人买了彩票后弄丢了，然后他认为自己也没有中彩票。虽然事实上他也没中，但由于他的相信是无合适理由的（未经證成），所以不能称作是知识：他并不知道自己的确没中彩票。

## 反例
然而，自从葛梯尔的论文发表之后，哲学家们开始注意到，仅仅满足以上三个要素还不能完全刻画知识或“知道”的本质。以下葛梯尔论文中兩个反例的簡化版：
史密斯和琼斯两个人竞争一个工作职位，史密斯在某天晚上听到别人说上司会把这个职位给琼斯。事实上琼斯比他学历高，经验也更优胜，他很有理由相信琼斯会得到这个职位。同时史密斯聽說琼斯中了彩券。于是史密斯认识到：“得到这个职位的人中了彩券”。然而，事实上上司让史密斯得到了这个职位，而且史密斯不知道的还有：他自己买的彩券也中奖了。现在的问题是：雖然史密斯认识到的“得到这个职位的人中了彩券”是一个得到證成的真信念，但他真的知道这件事吗？
另一个反例：
史密斯被告知琼斯有一辆福特车，他因此相信这件事，并從而有理由相信：“要么琼斯有一辆福特车，要么布朗在巴塞罗那”——虽然史密斯根本不知道布朗在哪里。事实上，琼斯并没有福特车，但是布朗的确在巴塞罗那，所以史密斯相信的事情是真的（真信念），并且得到了證成，但似乎也不是知识。

## 问题的解释
葛梯尔的反例提出后，哲学家们尝试对此作出回应。这些反例表明，得到辩护的真信念并不能称为知识的充分条件。那么，怎样才能正确地对“知道”这个行为进行描述？什么才是掌握知识的充分条件？

### 外在主义的解释
所谓外在主义是指从认识主体的外部寻找解释和刻画知识之条件的理论。外在主义认为，使得A有理由相信B是因为客观存在的外部因素。葛梯尔的反例似乎都有一个特点：使得A有理由相信B的原因客观上都不是真正的使得B为真的原因。比如，第二个反例中，使得史密斯认为“或者琼斯有一辆福特车，或者布朗在巴塞罗那”是真事的原因是他有理由相信“琼斯有一辆福特车”。而事实上真正使得这句论断成真的原因是“布朗在巴塞罗那”。如果这两个原因是一致的，就可以避免这种情况了。因此阿尔文·戈德曼提出：
|  | 知识是通过恰当的因果关系产生的真信念。 |

也就是说，真实的事实B，经过一系列切当的因果关系后，成为了使得A有理由相信B的原因。然而，经此修正的外在主义解释仍然面对着反例的挑战：
疯人院里的琼斯因为心脏病死了。之后，与他同一个病房的一个疯子用刀把他的头割了下来。医生赶到现场，看到没有头的琼斯，立刻判断出琼斯死了。
这里面医生得到的是真实可靠的知识。但根据戈德尔曼的判别方法，造成“琼斯死了”原因：心脏病发，客观上并没有通过恰当的因果关系使得医生产生“琼斯死了”这样一个真信念。所以根据戈德尔曼，这并不是知识。也就是说，戈德尔曼的判据会出现过于严厉的情况。

#### 可靠性理论
另一种外在主义的解释基于产生真信念的确证的可靠性。产生信念的过程和方法必须是可靠的，独立于主观的信念。只要客观上方法有可靠性，那么获得的就是知识。这个方法可以解释许多的葛梯尔式的反例，但是也有反对者提出了所谓的“透视眼反例”：
某人在做脑部手术时被医生安装了超级透视眼，能够准确看见一切一千公里以内的事物（客观上正确）。他醒来后看见美国总统在五百公里外的白宫里办公，但他对自己的视力一无所知，不知道为什么可以看到这一切。但是他相信自己的视力。然而，他仅仅是相信，并不是知道。尽管过程是客观可靠的。

### 内在主义的解释
内在主义关注的是主体A从得到信息到确证的过程。内在主义认为，这一过程是取决于主体内心的确证。因此，内在主义对于葛梯尔问题的回答是：构成知识的条件中还需要加上一条，
|  | 使得主体A有理由相信B的本质理由不可以是假的。 |

这里的本质理由是只能够左右主体作出判断的理由。也就是说，这个理由如果不成立的话，A将不一定相信
B。
这个补充可以解释葛梯尔的反例。第一个反例中，史密斯相信的本质理由是他认为“琼斯会得到这个职位”，而这不是真的。第二个反例中史密斯相信的本质理由是“琼斯有一辆福特车”，这也是假的。然而，新的反例又被发现了：
一个不会中文的英国人被关在一个房间里，手头只有一本中英对照词典。他被要求回答一个用中文提问的问题。他选择了相信这本词典。他根据词典查出了问题的英文翻译，并使用词典用中文回答了问题，并认为自己答对了。实际上他的确答对了，但他真的知道自己答对了吗？事实上他也不能确定。然而使得他有理由相信自己答对的本质理由“词典是正确的”的确是真的。
另一个反例是：某人在乡间开车时看到路边有一个谷仓。他据此认为路边有谷仓。然而实际上附近在拍电影，建了不少逼真的假谷仓。某人看到的碰巧是真的谷仓。这里的本质理由“我看到一个谷仓”是真的。但实际上某人不一定能知道他看到的就是真谷仓，即使他看到的是假谷仓，也会这样认为。

#### 可败性理论
1969年，凯斯·雷尔（Kaith Lehrer）和汤马斯·帕克森提出了一个新的条件：可败性条件。他定义：一个命题是可击败的，如果知道了另一个事实后就有可能否决它。而知识是不可击败的得到辩护的真信念。也就是说，知识是无论再得到什么其它的真命题，都不会被否定的得到辩护的真信念。
然而，连雷尔自己也承认，这样得到的“知识”的刻画过于严苛，因为可以假定某个“击败”原先知识的事实仍旧会被其他事实击败。

#### 跨文化研究
近年来有关于葛梯尔问题的实验性研究表明，对“知识”和“知道”的理解可能会随着文化的不同而有所差异。一项跨文化的实地研究以如下的一个问题作为测试：

张三的一个朋友李四有一辆雷鸟汽车。张三完全不懂车，只知道李四和他说过这是辆美国牌子的车，于是一直这样认为。但是实际上李四的雷鸟不久前被盗了，他现在开的是刚买来的一辆二手雪佛兰，仍然是美国牌子的车。所以说，张三的信念“李四有辆美国牌子的车”仍然是有辩护的真信念。但是，张三是否真的知道这件事呢？还是他仅仅是相信而已？

接受测试的美国人基本都认为张三其实不知道这件事。但是，调查显示，东亚地区的受测试者大部分认为张三是知道这件事的。同样的回答也发生在印度次大陆的受测试者中。研究认为，对知识的理解也有可能和语言与社会形态有关。

### 引用
1. 1 2  Edmund Gettier.  (PDF). Analysis. 1963, 23. （原始内容 (PDF)存档于2011-08-30）.
2. ↑  .   [2010-04-11]. （原始内容存档于2006-09-08）.
3. ↑  Weinberg, J., Nichols, S. and Stich, S. 2001.  “Normativity and Epistemic Intuitions,” 的存檔，存档日期2011-08-03.  Philosophical Topics, 29, 429-460.